# مغنولية تايلندية
ماغنوليا تايلندية (الاسم العلمي: Magnolia thailandica) هي نوع من النباتات تتبع جنس الماغنوليا من الفصيلة الماغنولية.